# بارتولوميو كولومبوس
كان بارتولوميو كولومبوس 1461 - 1514 مستكشفا وهو الشقيق الأصغر
لـ كريستوفر كولومبوس. في العام 1470 أصبح بارتولوميو صانع خرائط في مدينة لشبونة والتي كانت المركز الرئيسي لفنّ رسم الخرائطِ في ذلك الوقتِ وعمل مَع أَخِّيه على «مشروع جزر الإنديز» وهو مخطط للوُصُول إلى المشرقِ والسيطرة على تجارةِ التوابل المربحةِ من الغرب بدلاً مِنْ الطريقِ الشرقيِ.
في أواخر العام 1480 أقام بارتولوميو في فرنسا بينما سكن أخوه كريستوفر في إسبانيا وذلك في محاولة لإقْناع تشارلز الثامن ملك فرنسا وإيزابيلا الأولى ملكة قشتالة وفرديناند الثاني ملك آراجون لدَعْم المخططِ.
عندما علم بارتولوميو بنجاح أخيه في إقناع ملكى إسبانيا في العام 1493 عادَ إلى إسبانيا ولكنه لم يلتق بكريستوفر الذي أبحر في رحلته الثانيةِ فقام بارتولوميو بتمويل من التاجِ الإسباني بالسفر إلى هسبانيولا في العام 1494 لمُقَابَلَة أَخِّيه. بَقى بارتولوميو على الجزيرةِ لمدة ستّة أعوام ونِصْف (1494 - 1500) يعْملُ كربان على إحدى السُفنِ أَو كحاكم يحمل لقب Adelantado أثناء غيابِ أَخِّيه. قام بارتولوميو ببناء مدينةَ سانتو دومينغو على جزيرة هسبانيولا بين العامين 1496 و1498
وهي الآن عاصمةُ جمهورية الدومينيكان. سُجِنَ بارتولوميو مَع شقيقه كريستوفر وأَخ آخر لهما يدعى جياكومو (ويسمى أيضا بدييغو) مِن قِبل فرانسيسكو دي بوباديا وعادَا إلى إسبانيا في ديسمبر العام 1500. بعد العفو الملكيِ عن كريستوفر قام بارتولوميو بمرافقته في آخر رحلاته الأربعة.
بعد موتِ كريستوفر في العام 1506، عادَ بارتولوميو إلى جزر الأنتيل يُرافقُه ابن أخيه دييغو لكن بارتولوميو عادَ سريعا إلى إسبانيا حيث أَكّدَ الملكُ تنازلُه له الذي يَتضمّنُ جزيرةَ مونا القريبة من بورتوريكو.
أنجب بارتولوميو كولومبوس ابنة غير شرعيةِ سميت ماريا وولدت في العام 1508.
توفى بارتولوميو كولومبوس في 12 أغسطس العام 1514.

## البيبلوغرافيا
- Augusto Mascarenhas Barreto: O Português. Cristóvão Colombo Agente Secreto do Rei Dom João II. Ed. Referendo, Lissabon 1988. English: The Portuguese Columbus: secret agent of King John II, Palgrave Macmillan, ISBN 0-333-56315-8

## وصلات خارجية
http://www.bruceruiz.net/PanamaHistory/bartolome_colon.htm